# バリー・ジャーディ
バリー・ジャーディ（英:  Barry Gjerde）は、カナダ出身で、日本を中心に活動している男性俳優、声優、ナレーター。

## 来歴
カナダ出身。

## 人物
言語は英語（アメリカネイティブ）、日本語（ビジネスレベル）。
来日後も長いキャリアを持ち、翻訳家・リライター・コピーライターとしても活動している。技術・医学・企業・官公庁など、様々な専門性の高い映像作品に語学を活かし出演する。

## 出演

### テレビ番組
- えいごであそぼ

### ナレーション
- NHKワールドTV
- 日本と原発
- ワイルドライフ

### テレビアニメ
- YAWARA! Special ずっと君のことが…。（1996年、男B）

### 劇場アニメ
- 紅の豚
- NAGASAKI 1945 アンゼラスの鐘（2005年）
- クレヨンしんちゃん 新婚旅行ハリケーン 〜失われたひろし〜（2019年、クリケット中継実況）
- 名探偵コナン 緋色の弾丸（2021年、キャスター）

### ゲーム
- クロックタワー2（1996年、リック）
- バイオハザード（1996年、バリー・バートン）
- ナイトクライ（2016年、ヴィゴ・ボラドソフ）

### CM
- KDDI
- KFC
- コカ・コーラ
- コンバース
- トーヨータイヤ
- トヨタ自動車
- ペプシコーラ
- 吉野家

### VP
- アサヒビール
- 味の素
- アズビル
- イトーヨーカドー
- NHK
- NKKスイッチズ
- NTT
- 大林組
- 花王
- 鹿島建設
- カプコン
- カワテツ
- キリンビール
- キヤノン
- 宮内省
- KDDI
- 神戸製鋼
- コカ・コーラ
- コニカミノルタ
- 小松製作所
- コンチネンタル航空
- 佐川急便
- サッポロビール
- 澤藤電機
- サンデンホールディングス
- JR東海
- 渋川桑野電機
- シャープ
- 商船三井
- セイコーエプソン
- セガホールディングス
- セブンイレブン
- Sony
- ダイセル
- タイトー
- 大東通商
- 千代田化工建設
- デンソー
- 20th Century Fox
- 東京海上日動火災保険
- 東京ガス
- 東京銀行
- 東京電力
- 東芝
- 東洋インキ
- 特許庁
- トヨタ自動車
- 日産自動車
- 日本ガスケット
- 日本航空
- 日本テレビ
- 日本電気
- ノースウエスト航空
- パイオニア
- ハインツ日本
- ハウス食品
- バドワイザービール
- パナソニック
- BMW
- 日立製作所
- 日野自動車
- 富士ゼロックス
- 富士電機
- ベネッセ
- ペプシコーラ
- 北陸電気工業
- 本田技研工業
- マイクロソフト
- 前田建設工業
- マツダ
- ミズノ
- 三菱グループ
- 三菱自動車
- 村田製作所
- 明電舎
- メルセデス・ベンツ
- 百舌鳥古墳群
- ヤマハ
- ヤンマー
- リコー